# Lemoore Station
Lemoore Station és una concentració de població designada pel cens dels Estats Units a l'estat de Califòrnia. Segons el cens del 2000 tenia 5.749 habitants.

## Demografia
Segons el cens del 2000, Lemoore Station tenia 5.749 habitants, 1.309 habitatges, i 1.286 famílies. La densitat de població era de 524,8 habitants/km².
Dels 1.309 habitatges en un 80,1% hi vivien nens de menys de 18 anys, en un 92,2% hi vivien parelles casades, en un 3,7% dones solteres, i en un 1,7% no eren unitats familiars. En l'1,5% dels habitatges hi vivien persones soles l'1,5% de les quals corresponia a persones de 65 anys o més que vivien soles. El nombre mitjà de persones vivint en cada habitatge era de 3,56 i el nombre mitjà de persones que vivien en cada família era de 3,56.
Per edats la població es repartia de la següent manera: un 35,4% tenia menys de 18 anys, un 26,4% entre 18 i 24, un 36,7% entre 25 i 44, un 1,3% de 45 a 60 i un 0,2% 65 anys o més.
L'edat mediana era de 22 anys. Per cada 100 dones de 18 o més anys hi havia 158,3 homes.
La renda mediana per habitatge era de 30.449 $ i la renda mediana per família de 30.407 $. Els homes tenien una renda mediana de 21.035 $ mentre que les dones 20.144 $. La renda per capita de la població era de 12.682 $. Entorn del 5,7% de les famílies i el 6,3% de la població estaven per davall del llindar de pobresa.

## Poblacions més properes
El següent diagrama mostra les poblacions més properes.